# Воронюк Леся Олександрівна
Леся Олександрівна Воронюк (нар. 27 грудня 1987, Чернівці) — українська письменниця, сценаристка, продюсерка, режисерка, журналістка та громадська діячка, член Національної спілки журналістів України, засновниця Всесвітнього дня вишиванки.

## Життєпис
Закінчила Чернівецьку гуманітарну гімназію № 1 та факультет історії, політології та міжнародних відносин Чернівецького національного університету ім. Федьковича. 2006 року, під час навчання в університеті, заснувала День вишиванки, який з часом перетворився на всеукраїнське свято, а згодом став міжнародним. Всесвітній день вишиванки відзначається щороку третього четверга в травні, 2019 року до святкування долучились понад 70 країн.
З 2005 до 2011 працювала журналістом новин телевізійної служби «Чернівецький репортер», авторка культурно-історичної передачі «Невідомі Чернівці».
2011—2016 — журналістка телеканалу СТБ.
З 2015 — голова ГО «Всесвітній день вишиванки» та студії документальних фільмів «Диво», що діє при ГО.Авторка прозових збірок «Серце сонця», «Жовтий янгол», «Записки на зап'ястях», упорядниця антології майданівських віршів «Небесна Сотня», художнього альбому «Океан квітів Вікторії Китайгородської». Упорядник Антології майданівських віршів «Небесна Сотня»
Є головою молодіжного короткометражного фестивалю «Кіноетніка». Кураторка культурних проєктів та акції «Народжені у вишиванках», «Українські амазонки», «Трипільска усмішка», «Писанковий світ Ольги Ровецької», «Вишиванка — символ нескорених», «Вишиванка — одяг вільних», музично-поетичної вистави «Віра» тощо.

## Фільмографія
- «Спадок нації [Архівовано 2 лютого 2021 у Wayback Machine.]» (2016) — авторка сценарію, продюсерка, документальний фільм
- «Соловей співає [Архівовано 6 листопада 2020 у Wayback Machine.]» (2019) — авторка сценарію, продюсерка, друга режисерка, документальний фільм
- «Ткацький шлях» (2020) — авторка сценарію, продюсерка, режисерка, документальний фільм
- Авторка сценарію вистави «Дерево життя»